# Huai Jinpeng

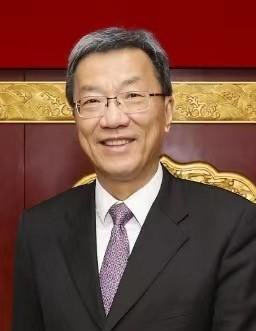
Huai Jinpeng

Huai Jinpeng (chinesisch 怀进鹏; * 20. Dezember 1962 in Harbin, Provinz Heilongjiang) ist ein Politiker der Kommunistischen Partei Chinas (KPCh) in der Volksrepublik China, der unter anderem seit 2021 Bildungsminister im Staatsrat der Volksrepublik China ist.

## Leben
Huai Jinpeng, der zum Han-Volk gehört, begann nach dem Schulbesuch ein Studium an der Wirtschaftsuniversität Jilin, der heutigen Jilin-Universität, welches er 1984 beendete. Im Anschluss begann er ein postgraduales Studium im Fach Informatik am Harbin-Institut für Technologie und schloss dieses im September 1987 mit einem Master ab. Im Januar 1986 wurde er Mitglied der KPCh und nahm nach Abschluss seines Studiums im September 1987 eine erste berufliche Tätigkeit auf. Im November 1993 schloss er seine Promotion an der Universität für Luft- und Raumfahrt Peking, der sogenannten „Beihang-Universität“, mit einem Doktortitel im Fach Ingenieurwissenschaften ab und arbeitete zwischen 1995 und 1996 als Gastwissenschaftler an der Columbia University. Er war als Prodekan und Dekan der Fakultät für Informatik der der Beihang-Universität tätig. Außerdem war er zwischen Dezember 2000 und Mai 2009 Vizepräsident sowie zugleich stellvertretender Sekretär des Parteikomitees der Beihang-Universität und wurde im Anschluss als Nachfolger von Li Wei selbst Präsident dieser Universität. Den Posten als Präsident der Universität für Luft- und Raumfahrt Peking bekleidete er bis März 2015 und wurde daraufhin Xu Huibin abgelöst. Er wurde Mitglied der Chinesischen Akademie der Wissenschaften und wurde 2012 von der französischen Regierung für seine herausragenden Beiträge zur Entwicklung der Beziehungen zwischen China und Frankreich in den Bereichen Bildung, Wissenschaft und Technologie zum Ritter der Ehrenlegion ernannt. Er war zudem von 2013 bis 2018 Mitglied des Nationalen Volkskongresses.
Nachdem Huai zwischen Februar 2015 und Dezember 2016 Vizeminister für Industrie und Informationstechnologie war, fungierte er von Dezember 2016 bis September 2017 als stellvertretender Sekretär des Parteikomitees der regierungsunmittelbaren Stadt Tianjin. Danach war er zwischen September 2017 und Juli 2001 Sekretär der Parteiorganisation der KPCh in der Chinesischen Vereinigung für Wissenschaft und Technologie. Auf dem 19. Parteitag der Kommunistischen Partei Chinas (18. bis zum 24. Oktober 2017) wurde er erstmals zum Mitglied des Zentralkomitees (ZK) der KPCh gewählt und gehört diesem Parteigremium nach seiner Bestätigung auf dem 20. Nationalen Parteikongress der KPCh (16. bis 22. Oktober 2022) seither an. Als Nachfolger von Chen Baosheng übernahm er am 20. August 2021 den Posten als Bildungsminister im Staatsrat der Volksrepublik China im Kabinett von Ministerpräsident Li Keqiang und bekleidet dieses Ministeramt seit dem 11. März 2023 auch im Kabinett von Ministerpräsident Li Qiang. Darüber hinaus ist er auch Sekretär der Parteiführungsgruppe des Bildungsministeriums sowie Leiter des Sekretariats der Führungsgruppe für Bildung des ZK der KPCh. Er sagte im Juli 2023, dass China mehr in Bildung investieren werde, um der nationalen Agenda gerecht zu werden und den internationalen Einfluss auszubauen. Im August 2023 erklärte er, dass China über ein Gesetz nachdenkt, um eine zugängliche und qualitativ hochwertige Vorschulerziehung sicherzustellen.